# Aknajärv
Aknajärv (est. Aknajärv) – jezioro w gminie Illuka, w prowincji Virumaa Wschodnia, w Estonii. Położone jest na terenie obszaru chronionego krajobrazu Kurtna (est. Kurtna maastikukaitseala). Ma powierzchnię 8,6 hektara, linię brzegową o długości 1148 m, długość 430 m i szerokość 260 m. Jest jednym z 42 jezior wchodzących w skład pojezierza Kurtna (est. Kurtna järvestik). Sąsiaduje z jeziorami Virtsiku järv, Nootjärv, Jaala järv, Kuradijärv, Valgejärv.